# Solanum fallax
Solanum fallax ist eine Art der Gattung Nachtschatten (Solanum) in der Familie der Nachtschattengewächse (Solanaceae). Sie ist in Kolumbien und Ecuador beheimatet. Ihre systematische Zuordnung innerhalb der Nachtschatten ist umstritten, sie wird entweder der Sektion Pachyphylla oder der Sektion Cyphomandropsis zugerechnet.

## Beschreibung

### Vegetative Merkmale
Solanum fallax ist ein 3 bis 5 m hoher Strauch oder kleiner Baum. Der Stamm ist mäßig bis dicht behaart, die Behaarung besteht aus unverzweigten, drüsigen und nicht drüsigen Trichomen. Die sympodialen Einheiten bestehen aus drei Laubblättern. Die Laubblätter sind einfach, ihre Blattspreite ist 6 bis 37 cm lang und 4 bis 25 cm breit und damit ein- bis zweimal so lang wie breit. Sie sind eiförmig und lederig. Ihre Oberseite ist spärlich bis mäßig behaart, die Unterseite ist dichter behaart. An der Basis sind sie eingeschnitten bis tief herzförmig, nach vorn spitz. Der Blattrand ist ganzrandig. Die Blattstiele sind 2 bis 15 cm lang und mäßig bis dicht behaart.

### Blüten und Blütenstände
Die Blütenstände sind 5 bis 20 cm lang, meist gegabelt oder weiter verzweigt. Sie enthalten 20 bis 50 oder auch mehr Blüten. Die Blütenstandsachsen sind mäßig behaart, der Blütenstandsstiel hat eine Länge von 2 bis 8 cm, die Rhachis wird 2 bis 12 mm lang. Die Blüten stehen an 10 bis 20 mm langen Blütenstielen, die sich an den Früchten auf 15 bis 30 mm verlängern und etwa 2 bis 9 mm auseinander stehen. Direkt oberhalb der Basis sind sie gegliedert, so dass sie beim Abfallen an den Blütenstandsachsen etwa 1 bis 6 mm lange Narben hinterlassen.
Der Kelch hat einen Radius von 2 bis 3 mm und ist zur Spitze hin aufgeblasen. Er ist mit 0,5 bis 1 mm breiten und 2 mm langen, abgeschnittenen Kelchzipfeln besetzt, die zugespitzte Spitzen aufweisen und mäßig behaart sind. Die Krone misst 2 bis 2,5 cm im Durchmesser, ist purpurn gefärbt, sternförmig und lederig bis nahezu lederig. Die Kronröhre ist 1 bis 2 mm lang. Die Kronzipfel sind 8 bis 13 mm lang und an der Basis 1,5 bis 3 mm breit. Ihre Form ist schmal dreieckig und nach vorn spitz; auf der Außenseite sind sie spärlich behaart, die Innenseite ist nahezu unbehaart. Die Staubbeutel sind 4 bis 5 mm lang, schmal dreieckig und nicht miteinander verwachsen. Sie sind gelb oder etwas purpurn gefärbt und öffnen sich über seitwärts gerichtete Poren. Der Fruchtknoten ist dicht behaart und trägt einen 7 bis 9 mm langen, 0,5 bis 1 mm breiten, zylindrischen und spärlich behaarten Griffel mit einer abgeschnittenen Narbe.

### Früchte und Samen
Die Früchte messen 1 bis 1,5 mm im Durchmesser, sind kugelförmig und nach vorn abgestumpft. Sie sind dicht behaart. Die Farbe der reifen Früchte ist unbekannt, Steinzellen sind nicht vorhanden. Die Samen sind gewinkelt, 4 bis 5 mm lang, 3 bis 4 mm breit, weißlich behaart und an den Kanten netzartig strukturiert.

## Verbreitung und Standorte
Solanum fallax ist in Kolumbien und im westlichen Ecuador verbreitet. Die Art ist in Waldbereichen trockener Savannen oder Strauchebenen und im Jauneche-Regenwald zu finden. Sie wächst in Höhenlagen zwischen 20 und 1300 m. Die Art wird auf der Red List of Threatened Species der IUCN auf der Vorwarnliste („near threatened“) geführt, eine Neubewertung des Status wird jedoch empfohlen.

## Systematik
Die Stellung der Art innerhalb der Gattung der Nachtschatten (Solanum) ist nicht endgültig geklärt. 1994 wurde sie von Lynn Bohs vorläufig in die Gattung Cyphomandra (jetzt als Sektion Pachyphylla geführt) eingeordnet, 2001 wurde sie von ihr jedoch der Sektion Cyphomandropsis zugeordnet. Die morphologisch ähnlichste Art innerhalb der Sektion ist Solanum amotapense. Molekularbiologische Untersuchungen stellen die Art jedoch wieder näher zu anderen Arten der Sektion Pachyphylla, als Schwesterart wird Solanum cajanumense geführt.
Die problematische Einordnung ist darauf zurückzuführen, dass die Art Merkmale beider Sektionen aufweist. Für eine Zuordnung zur Sektion Cyphomandropsis spricht das Fehlen eines vergrößerten Staubbeutelkonnektivs, sowie die allgemeine Struktur von Blüten und Früchten, aber auch die Toleranz gegenüber Trockenheit. Die großen, an der Basis herzförmig eingeschnittenen Laubblätter, die oberhalb der Basis gegliederten Blütenstiele, die deutliche Narben an den Blütenstandsachsen hinterlassen und die Behaarung der Früchte hingegen sprechen für die Zugehörigkeit zur Sektion Pachyphylla.

## Botanische Geschichte und Etymologie
Die Art wurde 1921 von Georg Bitter als Cyphomandra hypomalaca erstbeschrieben. Das Typusexemplar wurde im Mai 1886 in Gualea, Ecuador gesammelt, die Pflanze trug zu dieser Zeit Früchte, jedoch keine Blüten, so dass diese in der Erstbeschreibung nicht dargestellt sind. Das Typusexemplar wurde im Herbarium des Botanischen Garten Berlin-Dahlem aufbewahrt, jedoch im Zweiten Weltkrieg zerstört. Ein Isotyp befindet sich im Herbarium des Muséum national d’histoire naturelle in Paris.
Beim 1995 erfolgten Transfer der Gattung Cyphomandra in die Gattung der Nachtschatten (Solanum) konnte der eigentlich entsprechende Name Solanum hypomalacum nicht vergeben werden, da er schon 1944 von Conrad Vernon Morton für eine andere Art vergeben wurde. Lynn Bohs wählte den Namen Solanum fallax. Das Epitheton fallax (Latein für falsch) wählte sie, da sie die ursprüngliche Einordnung in die Gattung Cyphomandra für falsch hielt.

## Nachweise